# سوخوماستی
سوخوماستی (به لاتین: Suchomasty) یک منطقهٔ مسکونی در جمهوری چک است که در ناحیه بروون واقع شده‌است.